# 生物能源

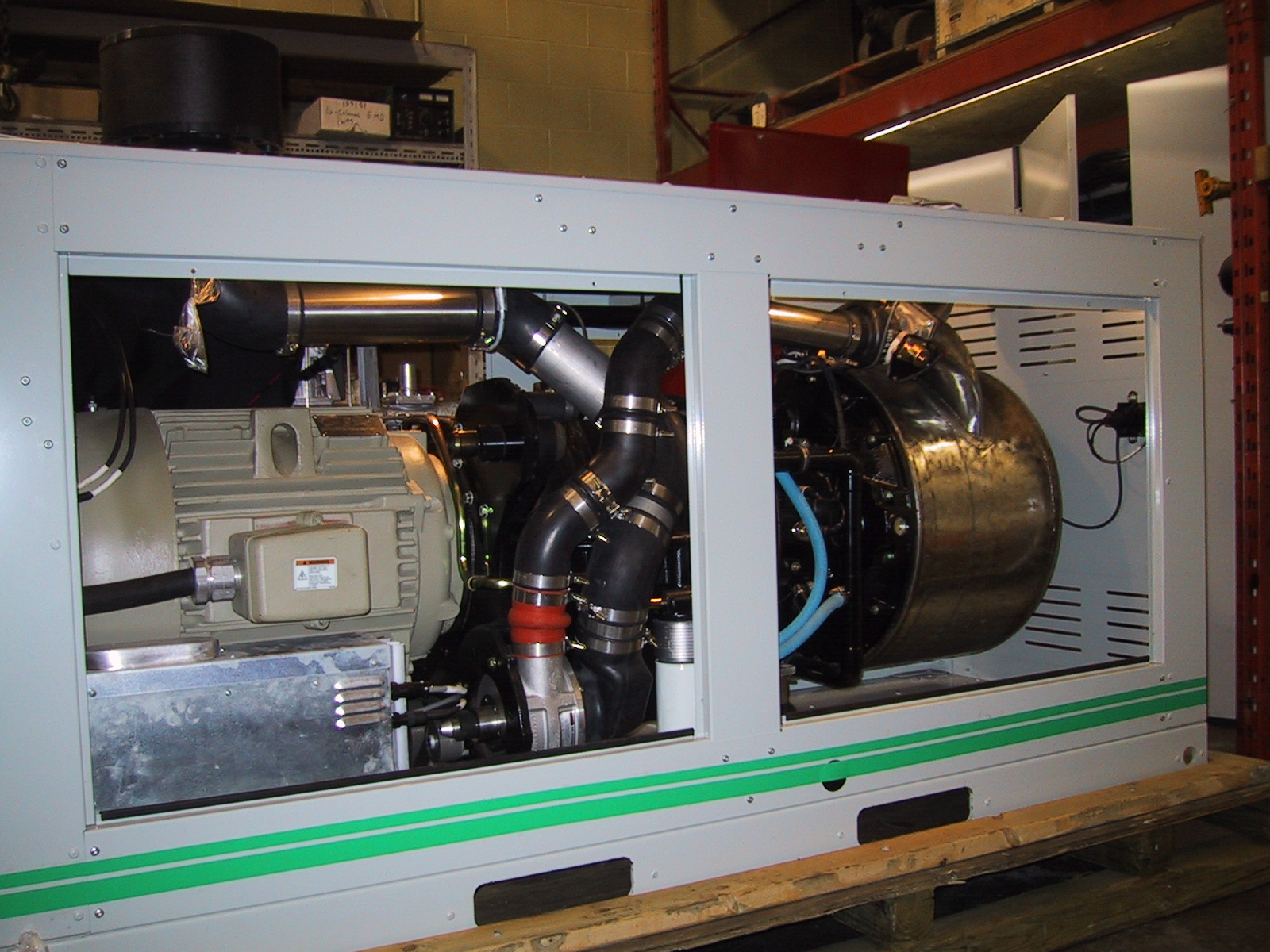
一部能够从生物质燃烧热发电的斯特林发动机。

生物能源（英語：Bioenergy）是从生物来源的材料制成的可再生能源。生物质是太阳光中的化学能的形式存储的任何有机材料。作为一种燃料，它可能包括木材、废木料、秸秆、有机肥、甘蔗和多种农业工艺的许多其他副产物。到2010年，全球的发电生物能源已安装容量是35 GW（47,000,000 hp），其中在美国有7 GW（9,400,000 hp）。
在最狭义的的意义上，它是生物燃料的同义词，而生物燃料是从生物来源的燃料。在更广泛的意义上，它包括生物质，这是用作生物燃料的生物材料，以及使用生物来源能量相关的社会，经济、科学和技术领域。这是一种常见的误解，生物能源是从生物质中提取的能量，因为生物质是燃料和生物能源是包含在燃料中的能量。
与美国有倾向于生物燃料（biofuel）相比，在欧洲較常使用生物能源（bioenergy）这个词。

## 固体生物质

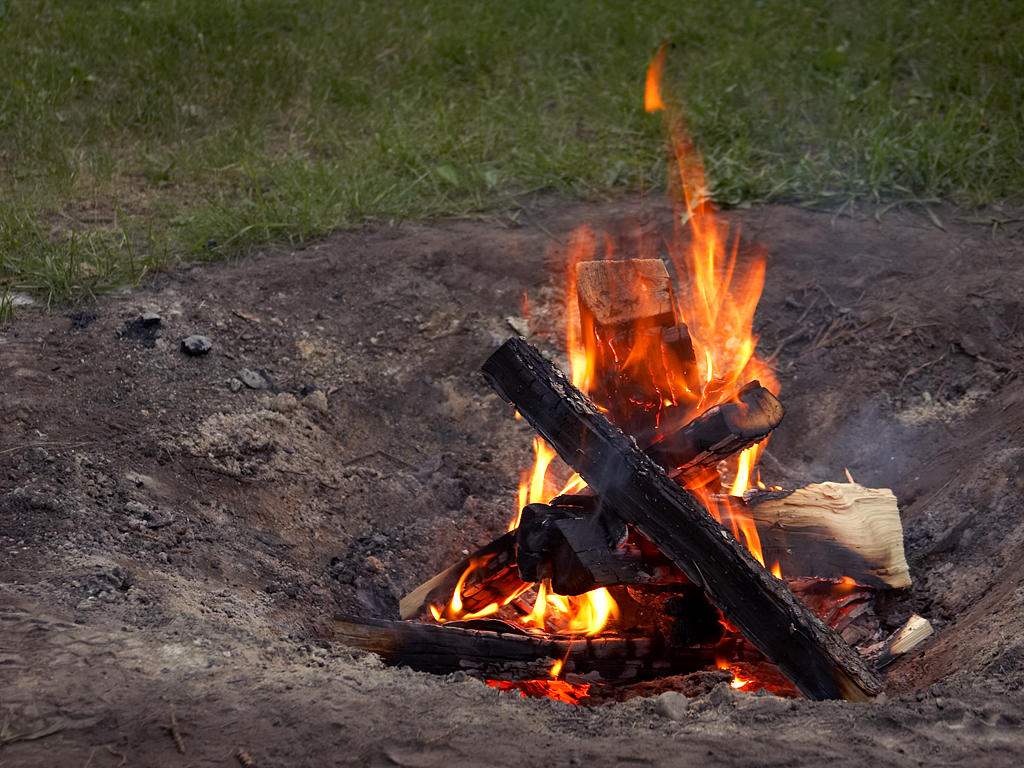
简单使用生物质燃料（木柴燃烧用于产热）。

生物质燃料的优点之一是它通常是其他工艺的副产品，残渣或废弃物，如农业，畜牧业和林业。在理论上，这意味着燃料和粮食生产之间没有竞争，尽管不总是这样。评估开发生物质作为能源原料的适用性时，必须考虑土地利用，现有生物质能工业和相关转化技术。
生物质是来自最近的活生物体的物质，其中包括植物、动物及其副产物。粪便、花园废物和作物残留物都是生物质的来源。它是一种基于碳循环的可再生能源，与其他自然资源（如石油，煤炭和核燃料）不同。 另一个来源包括动物废物，这是主要由饲养在工业规模农场的动物产生的持续的和不可避免的污染物。
还有专门生产生物燃料的农产品。

## 污水生物质
面向发展中国家的新型生物能源污水处理工艺目前正处于开发阶段。 Omni处理器是一个自我维持的工艺过程，其使用污水固体作为燃料将污水废水转化为饮用水和电能。

## 生物质发电
用于电力生产的生物质按地区划分。森林副产品，如木材残留物，在美国很受欢迎。农业废物在毛里求斯（甘蔗渣）和东南亚（稻壳）中很常见。禽类垃圾等畜牧业残留物在英国颇受欢迎。

## 对环境造成的影响
森林生物能源的一些形式最近受到绿色和平组织和自然资源保护委员会等环境组织的大力批评，因为它们有对森林和气候的不利影响。绿色和平组织最近发布了一份题为“促进生物质 （页面存档备份，存于）”的报告，其中概述了他们对森林生物能源的关注。